# Chrystian (książę Brunszwiku-Lüneburga)
Chrystian zwany Starszym (ur. 9 listopada 1566 r., zm. 8 listopada 1633 r.) – książę brunszwicko-lüneburski na Celle od 1611 roku z dynastii Welfów.

## Życiorys
Chrystian był drugim spośród licznych synów księcia brunszwicko-lüneburskiego na Celle Wilhelma Młodszego i Doroty, córki króla duńskiego Chrystiana III. W 1599 r. został wybrany na protestanckiego biskupa Minden. W 1611 r., po bezpotomnej śmierci starszego brata Ernesta II objął tron książęcy w Celle. 
Jego rządy przypadły na niezwykle trudny dla niemieckich książąt okres wojny trzydziestoletniej. Ostrożny Chrystian nie podejmował decyzji przesądzających o przyłączeniu się do którejś ze stron konfliktu. Z ociąganiem i niechętnie poparł ostatecznie stronę protestancką, ale unikał kroków, które mogłyby doprowadzić do ostatecznego zerwania z Habsburgami. W 1629 r. utracił Minden, które zajęły habsburskie wojska Tilly’ego i gdzie przywrócono katolickich biskupów. Nie ożenił się, zmarł bezpotomnie, a jego następcą był brat August.